# Elecciones municipales de 2007 en Estepona
Las elecciones municipales de 2007 se celebraron en Estepona el domingo 27 de mayo, de acuerdo con el Real Decreto de convocatoria de elecciones locales en España dispuesto el 2 de abril de 2007 y publicado en el Boletín Oficial del Estado el día 3 de abril. Se eligieron los 25 concejales del pleno del Ayuntamiento de Estepona mediante un sistema proporcional (método d'Hondt), con listas cerradas y un umbral electoral del 5%.

## Resultados
Los resultados completos correspondientes al escrutinio definitivo se detallan a continuación:
| Candidatura     | Candidatura                                                     | Votos  | %                               | Escaños                         |
| --------------- | --------------------------------------------------------------- | ------ | ------------------------------- | ------------------------------- |
|                 | Partido Socialista Obrero Español de Andalucía (PSOE-A)         | 7829   | 35,64                           | 11                              |
|                 | Partido de Estepona (PES)                                       | 4179   | 19,03                           | 5                               |
|                 | Partido Popular Andaluz (PP-A)                                  | 3705   | 16,87                           | 5                               |
|                 | Partido Andalucista (PA)                                        | 1839   | 8,37                            | 2                               |
|                 | Estepona 2007 (E2007)                                           | 1335   | 6,08                            | 1                               |
|                 | Izquierda Unida Los Verdes-Convocatoria por Andalucía (IULV-CA) | 1173   | 5,34                            | 1                               |
|                 | Convocatoria Los Verdes 2007 (C-LV)                             | 920    | 4,19                            | 0                               |
|                 | Foro Ciudadano Europeo (FCE)                                    | 112    | 0,51                            | 0                               |
| Votos en blanco | Votos en blanco                                                 | 559    | 2,54                            | n/a                             |
| Votos válidos   | Votos válidos                                                   | 21 651 | 100,00                          | 25                              |
| Votos nulos     | Votos nulos                                                     | 314    | Participación: \| \| 56.55 % \| | Participación: \| \| 56.55 % \| |
| Votantes        | Votantes                                                        | 21 965 | Participación: \| \| 56.55 % \| | Participación: \| \| 56.55 % \| |
| Electores       | Electores                                                       | 38 841 | Participación: \| \| 56.55 % \| | Participación: \| \| 56.55 % \| |
|                 | 56.55 %                                                         |        |                                 |                                 |